# ストリート・オブ・ドリームス
『ストリート・オブ・ドリームス』 (原題：Bent Out of Shape) は、1983年に発表されたレインボーのアルバム。

## 概要
1983年1月に第2期メンバーによるディープ・パープル再結成の話が持ち上がったが、結局成立しなかったので、リッチー・ブラックモアとロジャー・グローヴァーは本作の制作に取り掛かった。
ドラマーのボビー・ロンディネリをチャック・バーギに交代。前作『闇からの一撃』で使用したケベック州のレ・スタジオから、前々作『アイ・サレンダー』で使用したコペンハーゲンのスウィート・サイレンス・スタジオに戻り、3月にリハーサルを開始し、5月から録音を行なった。
「スノーマン」は、イギリスのテレビアニメーション『スノーマン』の挿入歌でハワード・ブレイクが作詞作曲した「ウォーキング・イン・ジ・エアー」（「空を歩いて」）をブラックモアがアレンジしたインストゥルメントタル。

## 収録曲
1. ストランデッド Stranded - 4:25
2. キャント・レット・ユー・ゴー Can't Let You Go - 4:18
3. フール・フォー・ザ・ナイト Fool for the Night - 4:04
4. ファイヤー・ダンス  Fire Dance - 4:30
5. エニバディ・ゼア Anybody There - 2:36
6. デスペレート・ハート Desperate Heart - 4:00
7. ストリート・オブ・ドリームス Street of Dreams - 4:23
8. ドリンキング・ウィズ・ザ・デヴィル Drinking with the Devil - 3:41
9. スノーマン Snowman - 4:33
10. メイク・ユア・ムーヴ Make Your Move - 3:55

## メンバー
- ジョー・リン・ターナー - ボーカル
- リッチー・ブラックモア - ギター
- チャック・バーギ - ドラムス
- デイブ・ローゼンサル - キーボード
- ロジャー・グローヴァー - ベース

## その後
翌1984年、第2期メンバーにってディープ・パープルが再結成。レインボーは3月の日本公演を最後に活動を停止した。1995年にブラックモアと新メンバーによって新作が発表されるまで、本作は彼等の最後のオリジナル・アルバムになった。